# Đường Lương Trí
Đường Lương Trí (tiếng Trung giản thể: 唐良智; bính âm Hán ngữ: Táng Liáng Zhì, sinh tháng 6 năm 1960), là người Hán, chính trị gia nước Cộng hòa Nhân dân Trung Hoa. Ông hiện là Ủy viên dự khuyết Ủy ban Trung ương Đảng Cộng sản Trung Quốc khóa XIX, Bí thư Đảng tổ, Chủ tịch Chính Hiệp An Huy. Ông nguyên là Phó Bí thư Thành ủy Trùng Khánh, Bí thư Đảng tổ, Thị trưởng Chính phủ Nhân dân thành phố Trùng Khánh; Phó Bí thư chuyên chức Thành ủy Trùng Khánh, Hiệu trưởng Trường Đảng Thành ủy Trùng Khánh; Bí thư Thành ủy thành phố Thành Đô, tỉnh Tứ Xuyên; Thị trưởng Chính phủ Nhân dân thành phố Vũ Hán, tỉnh Hồ Bắc.
Đường Lương Trí là Đảng viên Đảng Cộng sản Trung Quốc, học vị Cử nhân Nghiên cứu điện tử bán dẫn, Tiến sĩ Kinh tế học, Nghiên cứu sinh sau đại học và học hàm Cao cấp công trình sư cấp phó giáo sư.

## Xuất thân và giáo dục
Đường Lương Trí sinh tháng 6 năm 1960, quê quán lại huyện Hồng Hồ, nay là thành phố cấp huyện Hồng Hồ, địa cấp thị Kinh Châu, tỉnh Hồ Bắc, Cộng hòa Nhân dân Trung Hoa. Ông lớn lên và tốt nghiệp phổ thông ở quê nhà. Tháng 9 năm 1979, ông bắt đầu học ngành Điện tử, nghiên cứu vật lý và bán dẫn tại Đại học Khoa học và Kỹ thuật Hoa Trung, tốt nghiệp Cử nhân chuyên ngành Nghiên cứu điện tử bán dẫn vào tháng 8 năm 1983. Đường Lương Trí được kết nạp Đảng Cộng sản Trung Quốc vào tháng 7 năm 1982, lúc còn đang học địa học. Từ tháng 9 năm 1994 đến tháng 12 năm 1996, ông theo học cao học chuyên ngành Kinh tế phương Tây tại Đại học Hoa Trung, nghiên cứu sau đại học tại chức và nhận bắc bằng Thạc sĩ Kinh tế. Năm 2002, ông tiếp tục là nghiên cứu sinh tại Đại học Khoa học và Kỹ thuật Hoa Trung trong thời gian sau này, và trở thành Tiến sĩ Kinh tế, Kỹ sư cao cấp.

## Sự nghiệp

### Các giai đoạn
Sau khi tốt nghiệp Đại học vào tháng năm 1983, ông bắt đầu làm việc tại Bộ Bưu chính Viễn thông Trung Quốc, Viện nghiên cứu của Bộ (nay bộ được chuyển tên thành Bộ Công nghiệp và Công nghệ thông tin). Năm 1985, ông được chuyển tới Vũ Hán, làm công việc kỹ thuật viên. Năm 1987, thành phố Vũ Hán quyết định xây dựng Khu Đông Hồ, ông làm viện tại Văn phòng Phát triển của Khu, các công việc chính là tham gia vào khu vực phát triển.
Ông từng giữ chức vụ Chánh Văn phòng Quản lý Khu Phát triển, Phó Giám đốc Trung tâm Doanh nhân Công nghệ Mới, Bí thư Đảng ủy, Phó Giám đốc và Giám đốc Phòng Chính sách và Điều hành của Ủy ban Khu Đông Hồ, Chủ nhiệm Ủy ban Khu Đông Hồ, Phó Bí thư Đảng ủy Khu Đông Hồ. Trong tháng 10 năm 2001, ông được bổ nhiệm làm Phó Bí thư Quận ủy, Quyền Quận trưởng quận Kiều Khẩu của thành phố Vũ Hán, Quận trưởng. Vào tháng 4 năm 2003, ông trở lại Khu phát triển công nghệ Đông Hồ, quay lại vị trí Chủ nhiệm Ủy ban Khu Đông Hồ, Phó Bí thư Đảng ủy Khu Đông Hồ. Tháng 10 năm 2005, ông được bổ nhiệm làm Bí thư Đảng ủy Khu Đông Hồ, và Khu Phát triển Công nghệ Đồng Hồ tăng cấp, ông trở thành cán bộ cấp phó thành phố Vũ Hán.
Vào tháng 6 năm 2007, ông được bộ nhiệm làm Phó Bí thư Đảng ủy thành phố Tương Phàn (địa cấp thị sau này được chuyển tên thành Tương Dương, Hồ Bắc,  làm Thị trưởng. Vào tháng 2 năm 2008, ông trở thành Bí thư Đảng ủy Tương Dương, Hồ Bắc. Từ tháng 9 năm 2008 đến tháng năm 2009, ông tham gia khóa học tại Trường Đảng Trung ương Đảng Cộng sản Trung Quốc. Vào tháng 1 năm 2011, ông được phổ nhiệm làm Phó Bí thư Thị ủy Vũ Hán, Quyền Thị trưởng. Vào ngày 17 tháng 2 cùng năm, tại cuộc họp lần thứ 7 của Đại hội Nhân dân Vũ Hán lần thứ 12, ông đã được bầu làm Thị trưởng Chính phủ Nhân dân thành phố Vũ Hán. Vào tháng 12 năm 2014, ông được điều chỉnh tới Thành Đô, Tứ Xuyên, giữ chức Phó Bí thư thành ủy Thành Đô, Quyền Thị trưởng Chính phủ Nhân dân Thành Đô (chính thức được bầu làm hị trưởng vào tháng 1 năm 2015). Vào ngày 11 tháng 7 năm 2016, ông được bổ nhiệm làm Thường vụ Tỉnh ủy Tứ Xuyên, Bí thư Thị ủy Thành Đô, tỉnh lị Tứ Xuyên.

### Trùng Khánh
Tháng 4 năm 2017, Đường Lương Trí được Ủy ban Trung ương Đảng Cộng sản Trung Quốc điều chuyển tới thành phố Trùng Khánh, vào Ban Thường vụ Thành ủy, giữ chức Phó Bí thư Thành ủy Trùng Khánh và Hiệu trưởng Trường Đảng Thành ủy Trùng Khánh. Tháng 10 năm 2017, ông tham gia Đại hội Đảng Cộng sản Trung Quốc lần thứ XIX, được bầu làm Ủy viên dự khuyết Ủy ban Trung ương Đảng Cộng sản Trung Quốc khóa XIX. Vào tháng 1 năm 2018, tại Đại hội đại biểu Nhân dân thành phố Trùng Khánh khóa XIII, ông được bầu làm Thị trưởng Chính phủ Nhân dân thành phố Trùng Khánh, kế nhiệm Trương Quốc Thanh, phụ trách lãnh đạo hành pháp thành phố trực thuộc trung ương Trùng Khánh.

### An Huy
Ngày 30 tháng 12 năm 2021, ông được miễn nhiệm vị trí Thị trưởng Trùng Khánh, được điều chuyển tới tỉnh An Huy, nhậm chức Bí thư Đảng tổ Ủy ban Thường vụ Hội nghị Hiệp thương Chính trị nhân dân Trung Quốc tỉnh An Huy.

## Phát triển công nghiệp Vũ Hán
Trong bốn năm làm Thị trưởng Vũ Hán, Đường Lương Trí đã tiến hành xây dựng kế hoạch tăng gấp đôi sản xuất công nghiệp thông qua đầu tư thành công Tập đoàn Xe Nam Trung Quốc (中国南车) và giao thông đường sắt, cơ sở hạ tầng giao thông, đô thị và hệ thống đường sắt vận chuyển. Ông trở nên nổi tiếng khi quản lý thành công kế hoạch phát triển, đóng góp vào sự tăng trưởng mạnh mẽ ở Vũ Hán ngành công nghiệp giai đoạn này. Vũ Hán đẩy mạnh xây dựng cơ sở hạ tầng quy mô lớn, chỉ trong nửa đầu năm 2012, khởi công xây dựng bốn vòng lặp liên tục gồm tuyến Metro Vũ Hán 3, Metro Vũ Hán 4 và hai dự án metro khác. Năm 2014, kế hoạch đầu tư xây dựng đô thị của Vũ Hán đạt 150 tỷ nhân dân tệ (tương ương 20 tỉ USD năm 2014), cao hơn nhiều so với các thành phố cùng cấp, chẳng hạn như Nam Kinh ngành đầu tư xây dựng đô thị đạt 65,26 tỉ nhân dân tệ, Thâm Quyến đạt 30 tỉ nhân dân tệ.